# Thymus putoranicus
Thymus putoranicus là một loài thực vật có hoa trong họ Hoa môi. Loài này được Bychennikova & Kuvaev miêu tả khoa học đầu tiên năm 1974 publ. 1975.